# Grupo Desportivo Direito de Lisboa
Le Grupo Desportivo Direito est un club portugais de rugby à XV basé à Lisbonne.
Le club évolue au plus haut niveau du rugby portugais, le Championnat du Portugal de rugby à XV ou Division d'Honneur.
Il a terminé finaliste (2e) des phases finales de 2006-2007 s'inclinant en finale contre Agronomia 15-8, après avoir été champion (1er) en 2005-2006.

## Palmarès
- Championnat du Portugal de rugby à XV (10)
  - Champion : 1998/99, 1999/00, 2001/02, 2004/05, 2005/06, 2008/09, 2009/10, 2010/11, 2012/13, 2014/15
  - Vice/Champion : 2000/01, 2002/03, 2006/07, 2013/14
- Championnat du Portugal de deuxième division de rugby (1)
  - Champion : 1996/97
  - Vice/Champion :
- Coupe du Portugal de rugby à XV (9)
  - Vainqueur : 1975/76, 1980/81, 1981/82, 2001/02, 2003/04, 2004/05, 2007/08, 2013/14, 2015/16
  - Finaliste : 1969/70, 1982/83, 2000/01, 2002/03, 2010/11
- Supercoupe du Portugal de rugby (11)
  - Vainqueur : 1999, 2000, 2002, 2004, 2006, 2008, 2009, 2010, 2013, 2014, 2015
  - Finaliste : 2005, 2011
- Coupe ibérique de rugby à XV (4)
  - Vainqueur : 2000, 2003, 2013 e 2015
  - Finaliste : 2000/01, 2005/06, 2006/07, 2007/08